# Synagoga w Kętach
Synagoga w Kętach – nieistniejąca synagoga, która znajdowała się w Kętach.
Synagoga została zbudowana najprawdopodobniej w drugiej połowie XIX wieku. Podczas II wojny światowej hitlerowcy spalili synagogę. Po zakończeniu wojny nie została odbudowana.